# Khowai
Khowai è una suddivisione dell'India, classificata come nagar panchayat, di 17.621 abitanti, situata nel distretto del Tripura Occidentale, nello stato federato del Tripura. In base al numero di abitanti la città rientra nella classe IV (da 10.000 a 19.999 persone).

## Geografia fisica
La città è situata a 24° 6' 0 N e 91° 37' 60 E e ha un'altitudine di 22 m s.l.m..

## Società

### Evoluzione demografica
Al censimento del 2001 la popolazione di Khowai assommava a 17.621 persone, delle quali 8.917 maschi e 8.704 femmine. I bambini di età inferiore o uguale ai sei anni assommavano a 1.600, dei quali 870 maschi e 730 femmine. Infine, coloro che erano in grado di saper almeno leggere e scrivere erano 15.211, dei quali 7.830 maschi e 7.381 femmine.